# Maria Stuarda

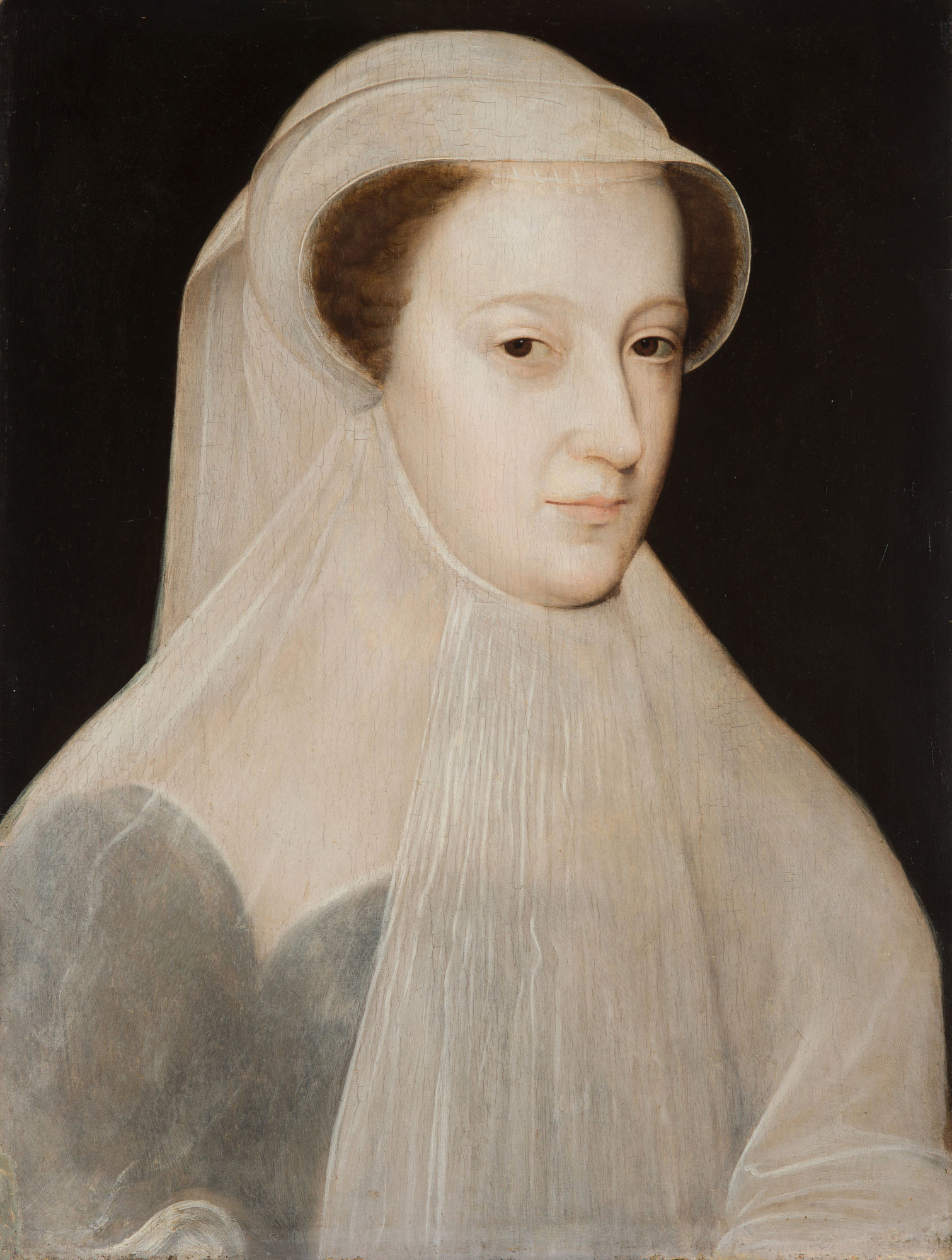
Die historische Maria Stuart, ca. 1560

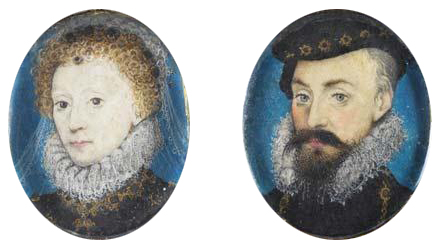
Elizabeth I. und der historische Graf Leicester, um 1575

Maria Stuarda (deutsch: Maria Stuart) ist eine Oper (Originalbezeichnung: „Tragedia lirica“) in drei Akten (vier Teilen) von Gaetano Donizetti. Das Libretto verfasste Giuseppe Bardari. Als literarische Vorlage diente ihm das Drama Maria Stuart von Friedrich Schiller. Die Oper musste nach diversen Schwierigkeiten durch die Zensur kurzfristig mit einer anderen Handlung und unter dem Titel Buondelmonte aufgeführt werden. Diese Fassung erlebte ihre Uraufführung am 18. Oktober 1834 im Teatro San Carlo in Neapel. In einer leicht überarbeiteten Fassung wurde die Oper am 30. Dezember 1835 am Teatro alla Scala in Mailand erstmals unter dem Originaltitel gespielt.

## Handlung
Die Oper spielt im Palast zu Westminster sowie im Schloss und dem angrenzenden Park zu Fotheringhay 1587 während der letzten Lebenstage der schottischen Königin Maria Stuart. Sie war 18 Jahre zuvor aus Schottland geflohen und suchte bei ihrer englischen Cousine Elisabeth I. Schutz, die jedoch selbst um ihren Thron fürchtet und Maria seitdem gefangen hält.

### Erster Akt
Erster Teil: Galerie im Palast von Westminster
Nach einem Turnier zu Ehren des französischen Gesandten, der für seinen König um die Hand der englischen Königin anhalten will, herrscht Feststimmung am englischen Hof. Elisabetta erklärt jedoch, dass sie über diese Heirat noch unentschieden sei – der wahre Grund dafür ist ihre heimliche Liebe zu Graf Leicester.
Talbot und die Höflinge bitten Elisabetta, an diesem Freudentag der gefangenen Maria Stuarda wieder die Freiheit zu schenken. Einzig und allein Cecil, der Baron von Burleigh, ist von unerbittlichem Hass gegen Maria erfüllt und fordert ihren Tod. Elisabetta zeigt sich unentschlossen: zwar würde sie gerne Milde walten lassen, aber innerlich ist sie von Misstrauen, Eifer- und Rachsucht gegen Maria hin- und hergerissen.
In einer Unterredung mit Leicester übergibt Elisabetta diesem einen Ring, den er dem französischen Gesandten als „Liebespfand“ für dessen König überreichen soll. Leicesters höfliche Gleichgültigkeit angesichts einer bevorstehenden Ehe Elisabettas weckt ihren heimlichen Zorn.
Nachdem sich die Königin und alle anderen zurückgezogen haben, überreicht Talbot dem Grafen Leicester ein Miniaturbildnis und ein Schreiben Marias, in dem sie ihn darum bittet, er möge sich doch bei Elisabetta für sie einsetzen. Leicester, dessen Herz schon lange für Maria entbrannt ist, sehnt sich nach einem Wiedersehen und ist zu allem bereit.
Da erscheint überraschend die misstrauische Elisabetta, die Leicester auffordert, ihr Marias Brief zu geben. Nach einem ersten Moment der Überraschung über den bescheidenen Tonfall des Schreibens, fragt sie Leicester direkt nach seinen Gefühlen für Maria. Dieser versucht abzulenken, aber als die Königin wissen will, ob Maria schön sei, lässt er sich zu einer naiven Schwärmerei über deren „engelsgleiches“ Aussehen hinreißen. Elisabetta, innerlich kochend vor Wut und Eifersucht, erhört dennoch Leicesters Bitten und ist bereit, sich mit Maria zu treffen.

### Zweiter Akt
Zweiter Teil: Park des Schlosses zu Fotheringhay
Maria ist froh, bei einem Spaziergang zusammen mit ihrer Vertrauten Anna die frische Luft genießen zu können. Sie fühlt sich an vergangene glückliche Tage in Frankreich erinnert. Als von ferne Hörner ertönen und sie erfährt, dass Elisabetta mit ihrer Jagdgesellschaft auf dem Weg nach Fotheringhay ist, sinkt ihr Mut. Zu ihrer großen Freude steht plötzlich der von ihr geliebte Graf Leicester vor ihr. Er ist der Jagdgesellschaft vorausgeeilt, um sich unter vier Augen mit ihr unterhalten zu können, und fleht Maria an, sich demütig vor Elisabetta niederzuwerfen. Dies sei der einzige Ausweg, um ihr Leben zu retten. Maria glaubt zwar nicht an Elisabettas Milde, doch um zu verhindern, dass Leicester ihretwegen Dummheiten begeht und leiden müsste, erklärt sie sich widerstrebend dazu bereit.
Elisabetta erscheint, doch von vornherein schüren Leicesters Bitten für Maria ihren Hass und Widerwillen gegen ihre Rivalin. Beim Zusammentreffen der beiden Königinnen sind anfangs alle wie gelähmt (Sextett), doch dann kommt es zu einem fürchterlichen Eklat: Die stolze Engländerin hat für ihre Verwandte nur Verachtung, Hohn und Spott übrig. Sie wirft ihr ihre früheren Amouren und Schandtaten vor und erinnert sie an den „ungerächten Schatten ihres armen Mannes“. Das „Haupt der Stuart“ sei mit „ewiger Schande bedeckt“ („sul capo di Stuarda onta eterna ripombò“). Der geschockte Leicester und Talbot versuchen Maria zu beruhigen, doch diese hält die Schmähungen nicht lange aus und dreht den Spieß um, indem sie Elisabetta die Verachtung über ihre Herkunft ins Gesicht schleudert: Tief geschändet sei Englands Thron durch sie, die nur eine „unwürdige und obszöne Hure“ („meretrice indegna e oscena“) und ein „niederträchtiger Bastard“ („vil bastarda“) sei. Elisabetta tobt und lässt Maria abführen.

### Dritter Akt
Dritter Teil: Galerie im Palast von Westminster
Cecil drängt Elisabetta, endlich Marias Todesurteil zu unterschreiben. Obwohl Elisabetta Marias Demütigungen noch nicht verkraftet hat, zögert sie mit ihrer Unterschrift – auch aus Angst, dass die Welt sie dafür verurteilen wird. Doch als Leicester eintritt, setzt sie (aus Rachsucht) schnell ihren Namen unter das Dokument. Er fleht sie ein letztes Mal um Gnade für „ihre Schwester“ an, doch sie bleibt hart und befiehlt, dass er bei der Hinrichtung zusehen muss.
Vierter Teil: Gemach im Gefängnis von Maria Stuarda
Maria sinnt über die fatalen Ereignisse nach und fürchtet um Leicesters Leben. Talbot und Cecil kommen und überbringen ihr das Todesurteil. Maria ist zwar empört, aber nicht überrascht. Bevor Cecil geht, bietet er ihr (groteskerweise) den Beistand eines protestantischen Geistlichen an, was sie (die ein lebendes Symbol für den katholischen Glauben ist) klar ablehnt.
Allein mit Talbot, der unter seinem Mantel das Gewand eines katholischen Priesters trägt, legt sie ihre letzte Beichte ab und lässt ihr Leben Revue passieren. Dabei denkt sie vor allem an ihren Ehemann Arrigo (= Henry, Lord Darnley), für dessen Tod sie sich schuldig fühlt. Sie ist so mitgenommen, dass sie kurzfristig zu halluzinieren beginnt. Doch Talbot kann sie mithilfe des Kreuzes wieder in die Realität zurückführen. Schließlich bekennt sie auch, dass sie sich in die Verschwörung von Babington (gegen Elisabetta) hineinziehen ließ, und dass dies ein „fataler Fehler“ gewesen sei. Talbot beschwört die Vergebung Gottes über sie herab und sie bereitet sich beruhigt auf ihr Ende vor.
Saal neben der Hinrichtungsstätte
Die Vertrauten und Anhänger Marias bekunden Trauer und Entsetzen über die bevorstehende Hinrichtung. Maria erscheint in großer Robe, sehr würdig und innerlich gefasst. Sie schenkt ihrer Dienerin Anna zum Andenken ihr Taschentuch und stimmt mit allen Anwesenden ein Gebet um Vergebung an. Ein erster von drei Kanonenschüssen kündigt die Hinrichtung an und Cecil tritt ein: Elisabetta gewähre Maria einen letzten Wunsch. Maria bittet darum, dass Anna sie auf ihrem letzten Weg begleiten darf. Daraufhin verzeiht Maria offiziell Elisabetta und bittet um die Gnade des Himmels für Britannien. Da taucht der völlig aufgelöste Leicester auf und macht den Anwesenden Vorwürfe, doch er wird durch einen zweiten Kanonenschuss und die Ankunft des Scharfrichters unterbrochen. Maria verabschiedet sich mit tröstenden Worten von Leicester und nach dem dritten Kanonenschuss betritt sie gefasst die Hinrichtungsstätte.

## Gestaltung

### Instrumentation
Die Orchesterbesetzung der Oper enthält die folgenden Instrumente:
- Holzbläser: zwei Flöten (2. auch Piccolo), zwei Oboen, zwei Klarinetten, zwei Fagotte
- Blechbläser: vier Hörner, vier Trompeten, drei Posaunen, Tuba
- Pauken, Große Trommel
- Harfe
- Streicher
- Bühnenmusik: zwei Trompeten, zwei Hörner, drei Posaunen, Kanonenschuss

### Musikalische Struktur
In manchen Aufführungen werden Akt I und II zu einem einzigen Akt zusammengezogen.

#### Akt I
- Preludio (stattdessen in der Malibran-Version 1835: Ouverture)
- Nr. 1 Coro di festa („Festchor“): Qui si attenda (Chor)
- Nr. 2 Scena e cavatina: Sì, vuol di Francia il rege ... Ah, quando all'ara scorgemi ... In tal giorno di contento (Elisabetta, Talbot, Cecil, Chor)
- Nr. 3 Scena: Fra noi perché non veggio Leicester (Elisabetta, Talbot, Cecil, Leicester)
- Nr. 4 Cavatina: Questa imago, questo foglio ... Ah, rimiro il bel sembiante (Leicester, Talbot)
- Nr. 5 Scena e Duetto: Sei tu confuso? ... Quali sensi! ... Era d'amor l'immagine (Elisabetta, Leicester)

#### Akt II
- Nr. 6 Scena e Cavatina: Allenta il piè, Regina! ... Oh, nube, che lieve ... Nella pace nel mesto riposo (Maria, Anna, Chor)
- Nr. 7 Scena e Duetto: Ah! non m’inganna la gioia ... Da tutti abbandonata (Maria, Leicester)
- Nr. 8 Scena: Qual loco è questo? (Elisabetta, Leicester, Cecil, Talbot, Maria)
- Nr. 9 Sestetto: È sempre la stessa (Elisabetta, Maria, Talbot, Anna, Leicester, Cecil)
- Nr. 10 Dialogo delle due regine (Konfrontationsszene der Königinnen): Deh! l’accogli ... Morta al mondo, e morta al trono ... Figlia impura di Bolena, parli tu di disonore? (Elisabetta, Maria, Leicester, Cecil, Talbot, Anna, Chor)
- Nr. 11 Stretta finale: Va, preparati, furente (Elisabetta, Maria, Leicester, Cecil, Talbot, Anna, Chor)

#### Akt III
- Nr. 12 Duettino: E pensi? E tardi? ... Quella vita a me funesta (Cecil, Elisabetta)
- Nr. 13 Terzetto: Regina! A lei s’affretta il supplizio ... Deh! per pietà sospendi ... D’una sorella, o barbara (Leicester, Elisabetta, Cecil)
- Nr. 14 Scena: La perfida insultarmi volea (Maria, Cecil)
- Nr. 15 Gran scena e Duetto della confessione („Beicht-Duett“): Oh mio buon Talbot! ... Delle mie colpe ... Quando di luce rosea ... Un’altra colpa a piangere ... Lascia contenta il carcere (Maria, Talbot)
- Nr. 16 Inno della morte („Todes-Hymnus“): Vedeste? – Vedemmo. Oh truce apparato! (Chor)
- Nr. 17 Gran Scena e Preghiera dei Scozzesi („Gebet der Schotten“): Anna! – Qui più sommessi favellate ... Deh! tu di un'umile preghiera (Chor, Anna, Maria)
- Nr. 18 Aria del supplizio („Hinrichtungsarie“): Oh colpo! ... D’un cor che muore ...Giunge il conte ... Ah, se un giorno da queste ritorte (Maria, Anna, Leicester, Cecil, Talbot, Chor)

### Musik
Maria Stuarda ist eines der bühnenwirksamsten und gelungensten Werke Donizettis aus seiner mittleren Schaffensphase. Der Donizetti-Spezialist William Ashbrook nannte sie „ein hoch signifikantes Werk in dem Donizetti Kanon“ („a highly significant work in the Donizetti canon“) und „eine faszinierende Partitur“ („a fascinating score“). Die Musik ist grundsätzlich von hoher Qualität und erhält ihren besonderen Charakter durch den Konflikt der beiden Königinnen. Zwar ist die Partie der Maria die eigentliche Hauptrolle bzw. prima donna der Oper – was sich unter anderem in der größeren Quantität der für sie bestimmten Musik einschließlich einer großen Aria finale zeigt –, doch ist die Elisabetta für eine seconda donna-Rolle ausgesprochen gewichtig und erfordert eine ebenso große Künstlerin.

Es gelingt Donizetti, die völlig verschiedenen Charaktere der beiden Frauen auch musikalisch sehr klar zu verdeutlichen. Marias grundsätzlich unschuldiges und sympathisches Wesen wird charakterisiert durch weitgespannte, lyrische Melodiebögen und edle Kantilenen à la Bellini. Dagegen zeichnet sich die Musik für die stolze Elisabetta, die ständig versucht, ihre wahren, meist negativen Gefühle (Eifersucht, Zorn, Hass etc.) zu verbergen oder zu verschleiern, durch plötzliche Ausbrüche, düstere und teilweise „merkwürdige“ Wendungen, und – beispielsweise in ihrer Auftrittsarie Ah, quando all’ara scorgemi (Akt I, Nr. 2) – durch eine sich eher hin- und herwindende oder um sich selbst kreisende Melodik aus. Bei Elisabetta ist außerdem das tiefe Stimmregister an einigen Stellen stark betont, was die Praxis, sie mit einem Mezzosopran zu besetzen, rechtfertigt.
Die sogenannte Konfrontationsszene in Akt II (Nr. 9-10-11) gilt als einer der Höhepunkte der Opernliteratur überhaupt und ist dramatisch extrem effektvoll gezeichnet. Sie beginnt mit einem kurzen Sextett, bei dem die Spannung zwischen den beiden Königinnen und den anderen Personen beinahe „knistert“. Im Folgenden „Dialogo“ haben die beiden Frauen teilweise gleiche Melodien, aber abwechselnd und mit anderem Ausdruck, zu singen. Marias berühmter Ausbruch „Figlia impura di Bolena, parli tu di disonore?“, in dem sie Elisabetta als „vil bastarda“ beschimpft, wirkt ungewöhnlich natürlich und echt, und erhält seine Wirkung unter anderem durch eine sehr sparsame, aber effektvolle Orchestrierung, wodurch die schockierenden Worte deutlich zu hören sind. Die außerordentliche Wirksamkeit dieser Stelle spiegelt sich übrigens in den massiven Schwierigkeiten, die Donizetti seinerzeit mit und wegen dieser Oper bekam (siehe unten: Werkgeschichte).
Als weitere besonders gelungene Glanzpunkte der Partitur seien hervorgehoben:
- Szene und Duett für Maria und Leicester in Akt II (Nr. 7): Ah! non m’inganna la gioia ... Da tutti abbandonata, das von Ashbrook untertrieben als „melodisch dankbar“ („melodically grateful“) bezeichnet wurde.[12]
- Das sogenannte „Beichtduett“ für Maria und Talbot in Akt III (Nr. 15), und darin besonders das Larghetto Quando di luce rosea,[13][14] in dem Donizetti einen besonders weiten und edlen Melodiebogen ausspinnt, der mit den besten Arien von Bellini mithalten kann.
- Das gesamte Finale von Akt III, bei dem der Chor eine prominente Rolle einnimmt, zuerst mit dem einleitenden sogenannten „Inno della morte“ (Nr. 16), der streckenweise bereits an Verdi gemahnt, und später mit dem großen von Maria eingeleiteten und akzentuierten Gebet („Preghiera dei Scozzesi“ Nr. 17) Deh! Tu di un’umile preghiera il suono.[15] Die Musik der Maria im Finale, sowohl die deklamatorischen Szenen als auch die eigentlichen Gesänge, zeichnen sich durch höchste Ausdruckskraft und Schönheit aus. Insgesamt gehört dieses Finale zum Besten und Anrührendsten, was Donizetti geschrieben hat.[16][17]

## Werkgeschichte

### Vorgängerwerke und Nachfolger
Das tragische Schicksal der Maria Stuart inspirierte sowohl vor als auch nach Donizetti viele Komponisten, besonders in Italien. Bereits im 17. Jahrhundert komponierte Giacomo Carissimi ein etwa zehnminütiges Lamento in morte di Maria Stuarda, wobei die schottische Königin aus der eigenen Sicht bzw. derjenigen des katholischen Südeuropa als Opfer, ja fast wie eine Märtyrerin dargestellt wurde. Diese Perspektive ist grundsätzlich auch bei Donizetti deutlich zu spüren. Opern namens Maria Stuarda regina di Scozia komponierten Pietro Casella (Florenz 1813), Saverio Mercadante (Bologna 1821) und Luigi Carlini (Palermo 1817). In London wurde 1827 Carlo Coccias Oper Maria Stuart mit Giuditta Pasta in der Titelrolle uraufgeführt. Migliavacca nennt als weitere Vorgängerwerke auch Nicolinis Il conte di Lenosse (Parma 1801) und Michele Carafas Elisabetta in Derbyshire, ossia il castello di Fotheringhay (Venedig 1818), sowie ein 1826 in Mailand uraufgeführtes Ballett Maria Stuarda von Giovanni Galzerani. Diese Werke unterschieden sich inhaltlich teilweise erheblich von Donizettis Oper und basierten nicht alle auf Schillers Drama. Beispielsweise spielt Mercadantes Maria Stuarda während der schottischen Phase von Maria Stuarts Leben und endet mit einem lieto fine, wie es auf der Opernbühne um 1820 noch ganz selbstverständlich war.

Nach Donizetti komponierte Louis Niedermeyer eine französische Oper Marie Stuart (Paris 1844), und 1874 wurde in Neapel Costantino Palumbos Maria Stuarda aufgeführt.

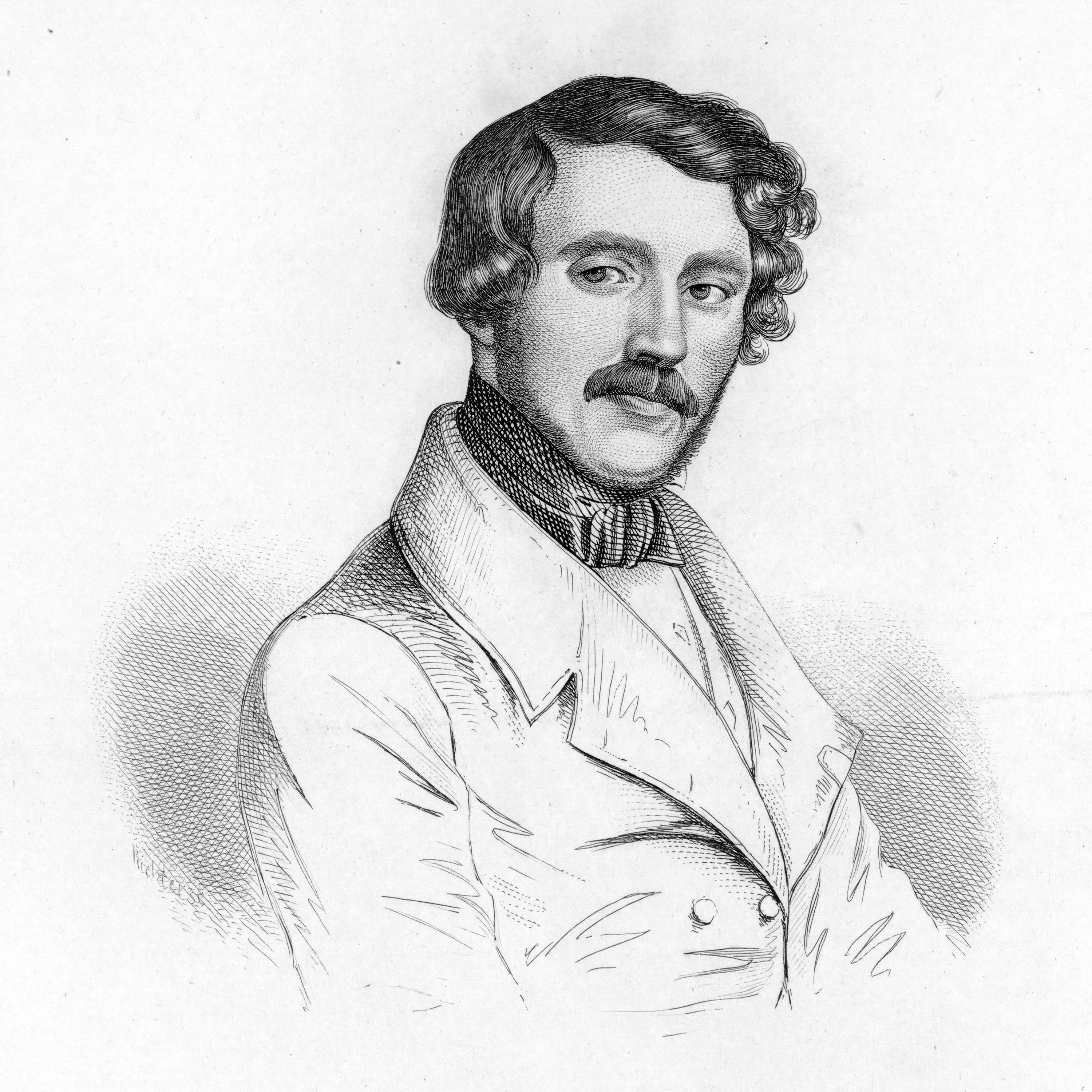
Gaetano Donizetti

### Entstehung
Das Teatro San Carlo in Neapel gab bei Donizetti im April 1834 eine neue Oper in Auftrag, die ursprünglich am 6. Juli aufgeführt werden sollte. Dieser Termin verschob sich jedoch immer wieder wegen diverser Schwierigkeiten. Beispielsweise wollte Donizetti eigentlich ein Libretto von Felice Romani, der aber den Kontakt zu ihm (ohne dass sich der Komponist dessen bewusst war) abgebrochen hatte. In Zeitnot erarbeitete Donizetti das Libretto zu Maria Stuarda auf der Grundlage von Andrea Maffeis italienischer Übersetzung des bekannten Schiller-Dramas mithilfe des erst 17 Jahre alten und völlig unerfahrenen Giuseppe Bardari. Das wahrscheinlich zu einem gewissen Teil von Donizetti selber stammende Libretto war erst am 19. Juli 1834 fertig und wurde dann der Zensur vorgelegt. Die Proben begannen Ende August, aber die Zensur meldete sich am 4. September und forderte eine Reihe von Änderungen des Textes, die Donizetti schnellstmöglich einarbeitete.
Weitere Probleme gab es wegen der beiden Sängerinnen der weiblichen Hauptrollen, die ursprünglich Giuseppina Ronzi de Begnis (als Maria Stuarda) und Anna del Sere (als Elisabeth I.) auf den Leib geschrieben wurden. Bereits während einer Probe der Konfrontationsszene kam es zu einem Skandal, weil Anna del Sere offenbar Drama und Realität verwechselte und auf die Ronzi losging, die nicht zögerte, sich handgreiflich zu wehren; del Sere soll danach so mitgenommen gewesen sein, dass sie sich zwei Wochen lang von ihren blauen Flecken erholen musste.
Am Ende wurde die Oper von König Ferdinand II. persönlich und ohne Angabe von Gründen verboten. Eine weit verbreitete Anekdote, die jedoch erst dreißig Jahre später, im Jahr 1865, in Umlauf gebracht wurde, berichtet, dass in der Generalprobe ganz überraschend die Königin beider Sizilien, Maria Christina, aufgetaucht sei – eine extrem fromme und theaterfeindliche Frau und direkte Nachfahrin der historischen Maria Stuart. Während des letzten Aktes sei die Monarchin von Maria Stuarts Geständnissen in der Beichtszene so schockiert gewesen, dass sie in Ohnmacht gefallen sei. Ob diese angebliche Begebenheit tatsächlich stattfand und zum Verbot von Maria Stuarda führte, ist jedoch nicht erwiesen.

### Uraufführung als Buondelmonte
In der Zeitnot, und weil Donizetti seine Partitur für zu wertvoll hielt, um sie einfach in der Versenkung verschwinden zu lassen, konnte er sich mit den Leitern des Teatro San Carlo einigen, die Musik zu Maria Stuarda in Gemeinschaftsarbeit mit dem Librettisten Pietro Salatino an einen neuen Text anzupassen. Für diese Revision seiner Oper erhielt Donizetti zusätzlich zu seiner ursprünglichen Gage von 1400 Dukaten weitere 600 Dukaten.
Am 18. Oktober 1834 erlebte die neue Oper unter dem Titel Buondelmonte eine durchaus erfolgreiche Uraufführung im Teatro San Carlo Neapel mit Francesco Pedrazzi (Buondelmonte), Giuseppina Ronzi de Begnis (Bianca), Anna del Sere (Irene), Federico Crespi (Lamberto), Anna Salvetti (Eleonora), Carlo Porto Ottolini (Tedaldo), Teresa Zappucci (Giovanna), Natale Costantini (Mosca), Achille Balestracci (Oderigo) und Sparalik (Stiatta). Der Dirigent war Nicola Festa, und das Bühnenbild stammte von Pasquale Canna. Giuseppina Ronzi de Begnis erhielt glänzende Kritiken. Abgesehen von dieser einen neapolitanischen Spielzeit wurde die Oper nie wieder als Buondelmonte aufgeführt.

### Malibran-Version 1835

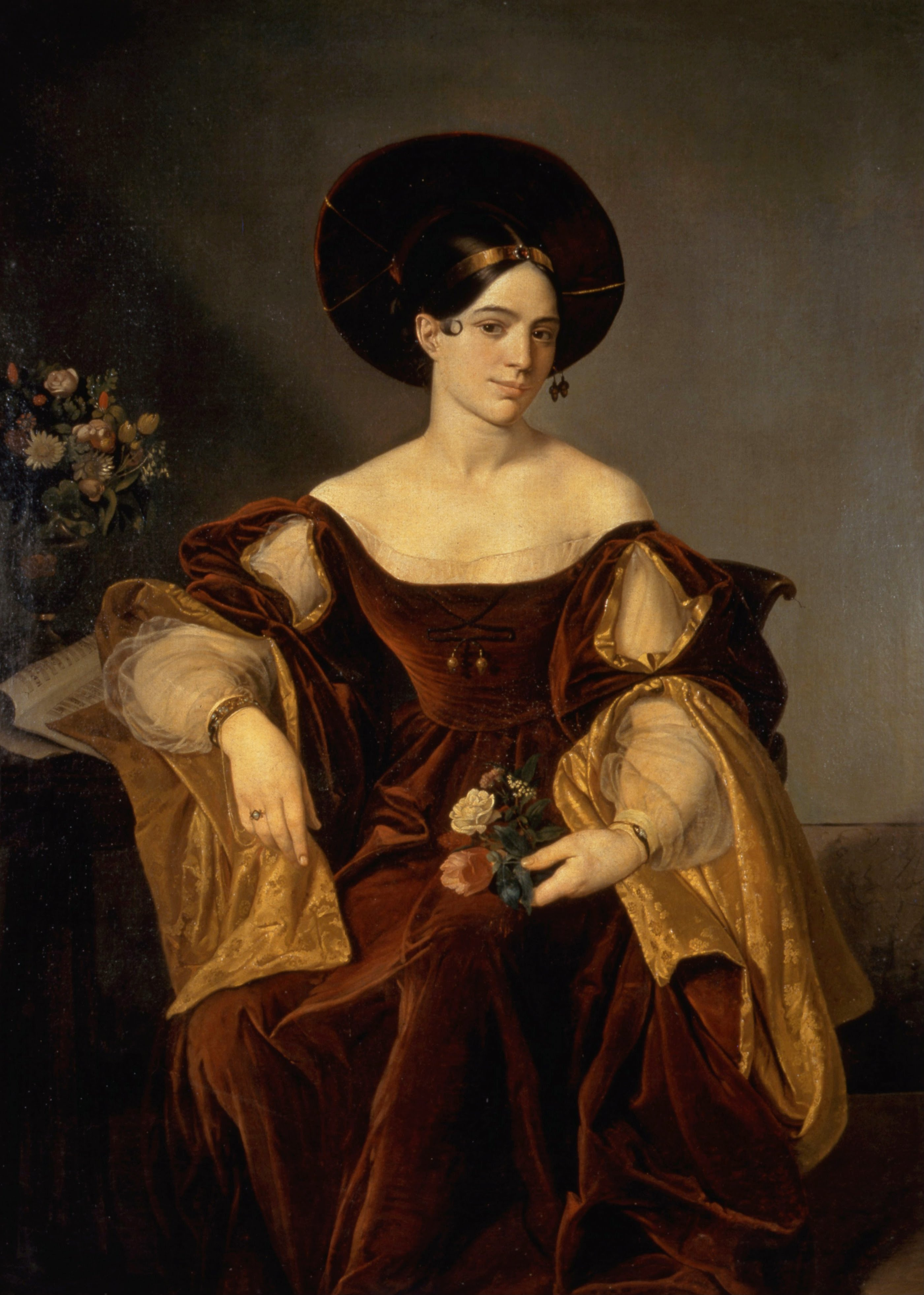
Maria Malibran

Als die Mailänder Scala für die Premiere zum Jahreswechsel 1835/1836 nach einer geeigneten Oper Ausschau hielt, schlug Maria Malibran, die damals auf dem Höhepunkt ihres Ruhms war, Donizettis Maria Stuarda vor, nachdem sie die Partitur nur einmal gesehen hatte. Anscheinend gab es in Mailand keine größeren Probleme mit der Zensur, aber der Text wurde etwas „gezähmt“: beispielsweise wurde im gedruckten Libretto der krasse Ausdruck „vil bastarda“ (gemeiner/niederträchtiger Bastard), mit dem Maria Stuarda im Original die Königin Elisabeth beschimpft, gegen das harmlosere „donna vile“ (gemeine/niederträchtige Frau) ersetzt.
Donizetti musste die Oper etwas überarbeiten, und da die Malibran kein Sopran (wie Ronzi de Begnis), sondern ein Mezzosopran (wenn auch mit sehr großem Umfang) war, änderte er vor allem die Partie der Maria. Außerdem ersetzte er das ursprüngliche Vorspiel durch eine Ouvertüre und schuf ein neues Duett für Maria und Leicester kurz vor Ende des ersten Akts.
Er erreichte Mailand Anfang Dezember, um die Proben zu beaufsichtigen – was für ihn zu einer Bewährungsprobe wurde, weil er einige Tage später vom Tode seines Vaters erfuhr (9. Dezember). Doch auch sonst ging einiges schief. Die ursprünglich als Elisabetta vorgesehene Sofia dall’Oca-Schoberlechner sprang ab, weil sie ihre Rolle nicht bedeutend genug fand; sie wurde kurzfristig durch Giacinta Puzzi-Toso ersetzt. Maria Malibran erkrankte kurz vor der auf den 26. Dezember 1835 angesetzten Premiere und war völlig indisponiert. Die Aufführung musste auf den 30. Dezember verschoben werden. Die Malibran hatte sich zwar stimmlich immer noch nicht erholt, wollte jedoch nicht auf ihre Gage von 3000 Francs verzichten und trat dennoch auf.
Die Uraufführung der neuen Fassung fand am 30. Dezember 1835 statt – mit Maria Malibran in der Titelrolle sowie Giacinta Puzzi Toso (Elisabetta), Teresa Moja (Anna), Domenico Reina (Roberto Leicester), Ignazio Marini (Giorgio Talbot) und Pietro Novelli (Lord Guglielmo Cecil). Der erste Geiger Eugenio Cavallini hatte die musikalische Leitung. Die Bühnenbilder stammten von Baldassarre Cavallotti und Domenico Menozzi.
Abgesehen von Malibrans schlechter stimmlicher Verfassung, gab es weitere Probleme, weil sie sich auch ansonsten nicht gängeln ließ, sondern einfach den originalen Text sang – also u. a. das berüchtigte „vil bastarda“! Obwohl es darüber und über andere Details Beschwerden aus dem adligen Publikum gab, machte die aufmüpfige Malibran einfach wie gehabt weiter, mit der Folge, dass die Oper nach nur sechs Aufführungen abgesetzt und nun auch in Mailand verboten wurde.
Die Konsequenzen für den Komponisten waren weitreichender: Nachdem in den drei voraufgehenden Jahren an der Mailänder Scala zum traditionellen Eröffnungstermin der Karnevalssaison, am 26. Dezember (Stephanstag), immer eine Oper von Donizetti gegeben worden war, verlor er diese besondere Ehre in den folgenden Jahren. Bis zu Maria Padilla (1841) wurden in Mailand zum Beginn der Karnevalssaison keine Donizetti-Opern mehr aufgeführt (zu anderen Terminen blieben seine Opern aber weiterhin im Programm).

### Weitere Aufführungen
Die Verbote der Oper in Neapel und Mailand konnten nicht verhindern, dass Donizettis Maria Stuarda andernorts durchaus einige Produktionen erlebte, vor allem bis zur Mitte der 1840er Jahre. Die Oper erreichte jedoch im 19. Jahrhundert nie die Popularität wie andere Werke des Komponisten, darunter auch die ebenfalls in Neapel, nur wenige Monate vor Maria Stuarda, verbotene und öfters unter anderem Namen aufgeführte Lucrezia Borgia.
Giuseppina Ronzi de Begnis sang die für sie komponierte Titelrolle in ihrer Originalform 1840 im Teatro La Fenice in Venedig. 1837 setzte sich Carolina Ungher für die Oper ein, bei Inszenierungen in Modena und Reggio Emilia. Donizetti selber schlug für diese Aufführungen mit der Ungher vor, Arien, die „nicht gut funktionieren“, durch Rezitative zu ersetzen, und erlaubte auch dem Tenor irgendeine Ersatzarie einzulegen (was ohnehin üblich war und ständig praktiziert wurde). Welche Fassung man damals sonst zu hören bekam – die neapolitanische Urfassung (mit Maria als Sopran), die Malibran-Version (mit Maria als Mezzosopran) oder irgendeine Mischung – ist wahrscheinlich nicht immer im Detail bekannt.
Letzte nachweisbare Aufführungen von Maria Stuarda gab es 1865 in Neapel und 1866 in Catania.

### 20. und 21. Jahrhundert
Maria Stuarda wurde 1958 mit einer Aufführung in Donizettis Geburtsort Bergamo wiederentdeckt. Die Oper entwickelte sich in den folgenden Jahrzehnten zu einer der erfolgreichsten und beliebtesten Opern der Donizetti-Renaissance, was nicht zuletzt auch den bedeutenden Interpretinnen der Titelrolle zu verdanken ist, namentlich Montserrat Caballé, Joan Sutherland, Leyla Gencer, Beverly Sills, Edita Gruberová, Nelly Miricioiu, Patrizia Ciofi und die Mezzosopranistin Joyce DiDonato.
Donizettis Autograf, als einzige authentische Überlieferung von Maria Stuarda, wurde laut Migliavacca 1972 im Katalog der Nydahl-Sammlung in Stockholm aufgelistet, aber bis 1981 „nicht beachtet“. Es wurde jedoch für die 1991 bei Casa Ricordi erschienene kritische Ausgabe von Anders Wiklund herangezogen. Diese Fassung ist gekennzeichnet durch nur zwei Akte statt der bisherigen drei, wobei die bisherigen ersten beiden Akte zum ersten Akt zusammengefasst wurden und damit der dritte Akt zum zweiten Akt wurde. Heutige Inszenierungen beziehen sich vorwiegend auf diese Fassung.

## Aufnahmen (Auswahl)

### CDs
- 1971: mit Beverly Sills (Maria), Eileen Farrell (Elisabetta), Stuart Burrows (Leicester), Louis Quilico (Talbot), Patricia Kern (Anna), Christian du Plessis (Cecil), John Alldis Choir, London Philharmonic Orchestra, Dir.: Aldo Ceccato (Westminster Legacy)
- 1972: mit Montserrat Caballé (Maria), Michèle Vilma (Elisabetta), José Carreras (Leicester), Maurizio Mazzieri (Talbot), Ruth Bezinian (Anna), Enric Serra (Cecil), Chœur et Orchestre lyrique de l’O.R.T.F., Dir.: Nello Santi (Legato Classics oder Opera d’Oro; LIVE-Mitschnitt)
- 1975: mit Joan Sutherland (Maria), Huguette Tourangeau (Elisabetta), Luciano Pavarotti (Leicester), Roger Soyer (Talbot), Margreta Elkins (Anna), James Morris (Cecil), Chor und Orchester des  Teatro Comunale di Bologna, Dir.: Richard Bonynge (Decca; wiederveröffentlicht 1990)
- 1989: mit Edita Gruberová (Maria), Agnes Baltsa (Elisabetta), Francisco Araiza (Leicester), Francesco Ellero d’Artegna (Talbot), Iris Vermillon (Anna), Simone Alaimo (Cecil), Chor des Bayerischen Rundfunks, Münchner Rundfunkorchester, Dir.: Giuseppe Patanè (Philips)
- 1998: mit Edita Gruberová (Maria), Carmen Oprisanu (Elisabetta), Octavio Arévalo (Leicester), Duccio Dal Monte (Talbot), Michaela Lucas (Anna), Maran Bronikowski (Cecil), Chor des Bayerischen Rundfunks, Münchner Rundfunkorchester, Dir.: Marcello Viotti (Nightingale Classics)

### Filme
- 1978: mit Montserrat Caballé (Maria), Bianca Berini (Elisabetta), Eduardo Giménez (Leicester), Maurizio Mazzieri (Talbot), Cecilia Fondevila (Anna), Enric Serra (Cecil), Chor und Orchester des Gran Teatre del Liceo (Barcelona), Dir.: Armando Gatto (Premiere; DVD; LIVE-Mitschnitt)
- 2008: mit Patrizia Ciofi (Maria), Marianna Pizzolato (Elisabetta), Danilo Formaggia (Leicester), Federico Sacchi (Talbot), Diana Axenti (Anna), Mario Cassi (Cecil), Chor und Orchester der Opéra Royal de la Wallonie, Dir.: Luciano Acocella (Dynamic; DVD; LIVE-Mitschnitt)
- 2014: mit Joyce DiDonato (Maria), Elza van den Heever (Elisabetta), Matthew Polenzani (Leicester), Maria Zifchak (Anna), Matthew Rose (Talbot), Joshua Hopkins (Cecil), Chor und Orchester der Metropolitan Opera, Dir.: Maurizio Benini (Erato; DVD; LIVE-Mitschnitt)